# English Electric Canberra
«Инглиш электрик» «Канберра» (англ. English Electric Canberra) — британский средний бомбардировщик. Совершил первый полёт 13 мая 1949 года. Состоял на вооружении Королевских ВВС с 1951 года, отдельные самолёты использовались до 2006 года. Всего в Великобритании и Австралии построено около 950 самолётов.
«Канберра» поставлялась на экспорт в 15 стран мира и применялась во множестве военных конфликтов. В США самолёт выпускался по лицензии под обозначением B-57.

## Разработка
В 1944 году министерство ВВС объявляет конкурс на создание самолёта, который должен был заменить высотный высокоскоростной бомбардировщик без защитного вооружения De Havilland Mosquito. В конкурсе участвовали несколько британских предприятий по производству самолётов. Среди компаний прошедших предварительный отбор конкурса и допущенных до разработки проектного задания оказалась и English Electric — предприятие с крепким производством, но с малым опытом разработки самолётов (в начале Второй мировой войны, в условиях сильной нехватки бомбардировщиков, English Electric производило по лицензии самолёты Handley Page Hampden, а позже и четырёхмоторный бомбардировщик Handley Page Halifax).
В 1944 году Петтер, главный инженер и ведущий конструктор Westland Aircraft, выполнил конструкторскую проработку двухмоторного истребителя-бомбардировщика P.1056. В этом проекте использовались два двигателя Metropolitan-Vickers F.2/4 Beryl, установленных в фюзеляже. Несмотря на достоинства этого бомбардировщика, начальство сомневалось в пригодности этого проекта при использовании грунтовых аэродромов, а также в характеристиках самолёта на малых высотах. В результате многие предприятия отказывались от этого проекта. В декабре 1944 года Петтер переходит в English Electric, где он смог пристроить свой проект. В следующем году English Electric создают свою собственную авиаконструкторскую группу.
В июне 1945 года появилась первая модель, основным отличием которой от Canberra стал одиночный, установленный по центру турбореактивный двигатель — схема с двумя подкрыльевыми двигателями появилась позже в том же году. 7 января 1946 года министерство снабжения заключило контракт на разработку и производство четырёх самолётов English Electric A.1. Самолёт носил название это вплоть до января 1950 года, когда Сэр Джон Нельсон, президент English Electric, нарёк его в честь столицы Австралии Канберра, ставшей первым зарубежным покупателем самолёта.

## Боевое применение

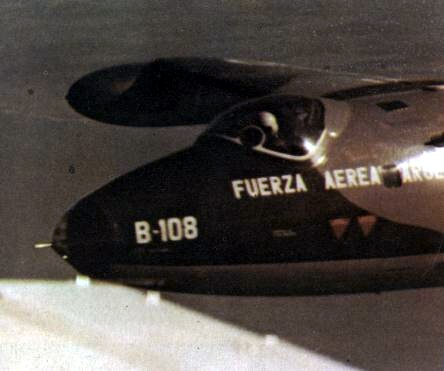
«Канберра» B-108 ВВС Аргентины во время Фолклендской войны. 1982 год

### Пролёт над Капустиным Яром
В августе 1953 года специально подготовленный британский самолёт-разведчик Canberra PR3 (бортовой номер WH726), оснащённый уникальной фотокамерой «Робин», совершил пролёт над сверхсекретным советским ракетным полигоном «Капустин Яр». Самолёт стартовал с авиабазы Гибельштадт в ФРГ, и пролетев вдоль Волги на высоте более 20 км, приблизился к Капустину Яру. Поднятые по тревоге МиГи смогли лишь незначительно повредить самолёт. Совершив фотосъёмку полигона, Канберра пересекла Каспийское море и приземлилась в Иранском Тебризе. В результате полета были получены снимки секретных объектов полигона. Успех операции дал толчок развитию программ спутниковой и аэро-фотосъёмки военных объектов в СССР и других социалистических странах.

### Суэцкий кризис
Суэцкий кризис — один британский бомбардировщик был сбит сирийскими истребителями «Метеор». На египетском фронте два британских бомбардировщика были повреждены огнём египетских и советских МиГ-15. Вдобавок, одна «Канберра» получила тяжёлые повреждения от огня истребителя МиГ-17.
Одной из самых крупных операций, в которых участвовали британские бомбардировщики «Канберра» стала бомбардировка египетского аэродрома Луксор 1 ноября. На это аэродроме базировались бомбардировщики Ил-28, для операции отводилось двадцать «Канберр» с острова Кипр, каждая из которых несла по шесть 450-килограммовых бомб. Полёт проходил на высоте 2,5 км в ясную погоду, во время налёта удалось сбросить сто восемнадцать бомб, однако, ни одна из которых не попала в цель. 450-килограммовые бомбы падали на расстоянии полутора—трёх километров от цели, не причинив никакого ущерба ни египетским самолётам, ни взлётно-посадочным полосам.

### Инциденты
24 декабря 1957 года американский разведчик RB-57 был сбит советскими истребителями над Чёрным морем.
18 февраля 1958 года над провинцией Шаньдун тайваньский разведчик RB-57D был сбит китайским истребителем МиГ-15. 7 октября 1959 тайваньский разведчик RB-57D был сбит над Пекином китайским ЗРК С-75.
19 июля 1963 года американский RB-57F во время разведывательного полёта над Израилем был перехвачен израильским истребителем «Мираж» III и принуждён к посадке в аэропорту Лод.

### Индо-пакистанский конфликт
10 апреля 1959 года пакистанский истребитель «Сейбр» сбил индийскую «Канберру».
В ходе индо-пакистанской войны 1965 года одна индийская «Канберра» была сбита истребителем F-104A, ещё две пакистанских заявки на сбитие остались неподтверждёнными. Четыре индийских «Канберры» были уничтожены на аэродромах, ещё одна разбилась по эксплуатационным причинам. Таким образом индийцы потеряли всего 6 «Канберр» из 48 имевшихся. Для пакистанцев использование бомбардировщиков «Канберра» B-57 обошлось гораздо тяжелее: на аэродромах и от огня индийских зенитчиков пакистанцы потеряли восемь B-57, половину от имевшихся на вооружении. На стороне Пакистана участвовали также бомбардировщики непосредственно из состава ВВС США, один из которых получил тяжёлые повреждения.

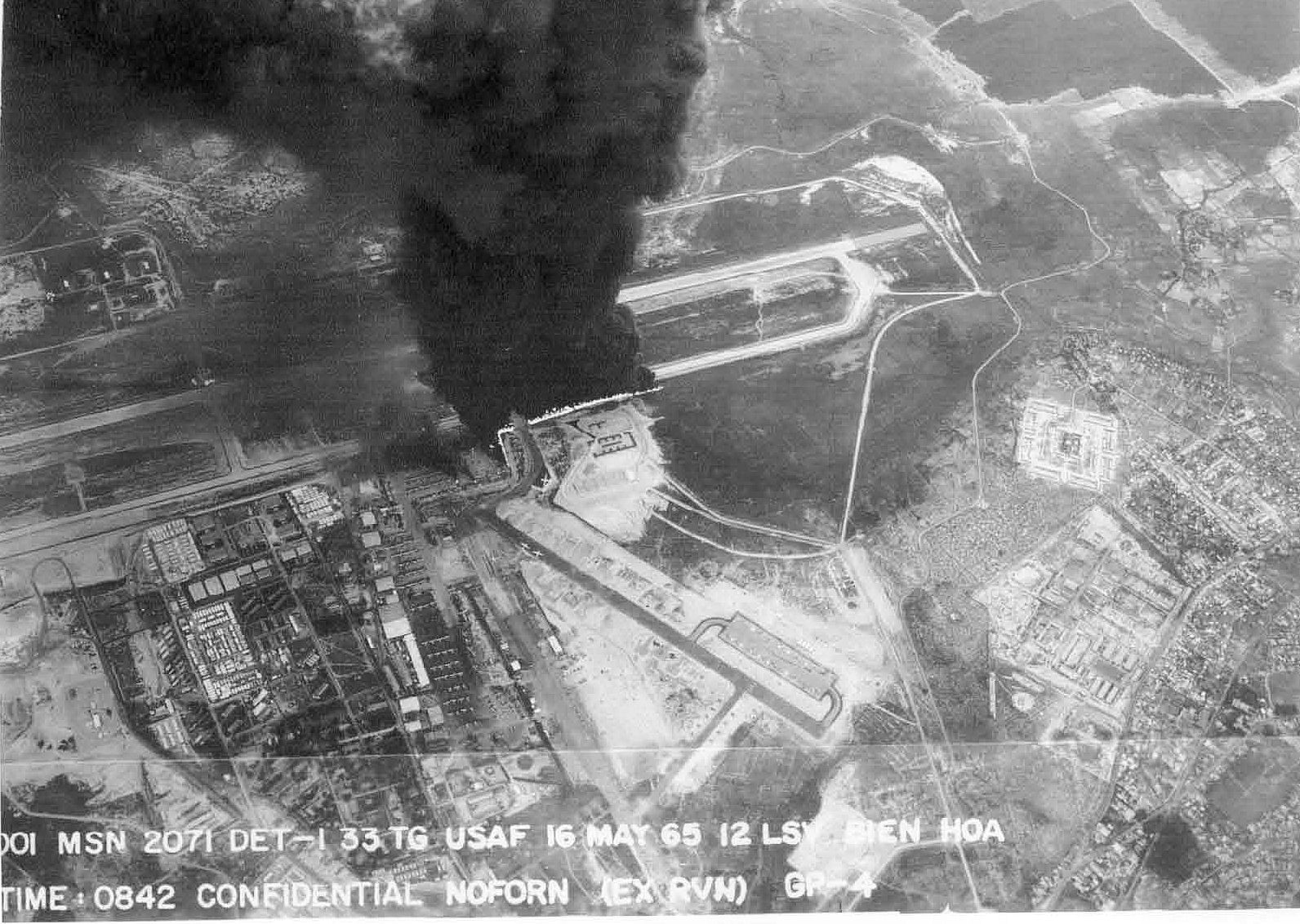
Авиаснимок американских «Канберр» B-57, горящих на авиабазе Биен Хоа, 16 мая 1965 года

В ходе индо-пакистанской войны 1971 года один индийский бомбардировщик был сбит истребителем «Мираж» III, ещё три заявки на сбитие остались неподтверждёнными. Две индийских «Канберры» было сбито огнём с земли. Пакистанцы потеряли на аэродромах два B-57, ещё три было сбито индийской ПВО.

### Вьетнамская война
Использовались США и Южным Вьетнамом в версии B-57 и Австралией в версии English Electric Canberra. Южновьетнамские ВВС пытались использовать такие машины совсем не долго, американские инструкторы, после инцидентов с этими самолётами пришли к выводу, что южновьетнамские пилоты не способны летать на таких самолётах и «Канберры» были возвращены обратно в строй американских ВВС
За первые полтора года участия в войне австралийскими «Канберрами» было уничтожено 432 вьетконговских партизана без потерь авиатехники.
16 мая 1965 года в результате подрыва Вьетконгом готовящегося к взлёту B-57 на авиабазе Биен Хоа, произошла цепная взрывная реакция, в результате которой авиабаза полностью вышла из строя. 28 человек персонала авиабазы было убито и 105 ранено, было уничтожено огромное количество авиатехники, в том числе по разным американским данным от 10 до 24 бомбардировщиков B-57. Американские историки образно назовут события в этот день «холокостом» и «самым чёрным днём в истории двух эскадрилий Канберр».
5 августа 1965 произошла другая примечательная потеря «Канберры». Самолёт TB-57E ВВС США был подбит огнём с земли и загорелся, при возвращении экипаж катапультировался над жилым сектором южновьетнамского города Нячанг. Подбитая «Канберра» рухнула на главную улицу города убив 12 вьетнамцев и ранив десятки. Оба американских лётчика при катапультировании не пострадали.
За 6 лет участия в боевых действиях США потеряли 56 средних бомбардировщиков B-57 Canberra, включая 38 уничтоженных огнём северовьетнамцев. Вдобавок, два самолёта такого типа потеряла Австралия с бортовыми номерами 228 и 231, что даёт в общей сумме безвозвратную потерю 58 бомбардировщиков типа «Канберра» за всю войну.

### Другие конфликты
Война в Южной Родезии — 12 января 1977 года была сбита первая родезийская Canberra, 3 октября 1979, над Мозамбиком, был сбит второй самолёт.
Эфиопо-сомалийская война — известен случай сбития эфиопского бомбардировщика Canberra сомалийским истребителем МиГ-21.

## Варианты
English Electric A.1
Первый прототип.
Canberra B.1
Предсерийный, построено четыре экземпляра.
Canberra B.2
Первая производственная серия. Экипаж увеличен до трёх человек. Самолёт оснащён двигателями Avon R.A.3 с тягой 28,91 кН и концевыми топливными баками. Производился на заводах English Electric, Avro, Handley Page и Short Brothers & Harland.
Canberra B.5
Прототип второй серии с крыльевыми топливными баками и двигателями Avon R.A.7 с тягой 33,32 кН
Canberra B.6
Серия имела удлинённый на 0,3 м фюзеляж. Под фюзеляжем мог подвешиваться пушечный контейнер с 4×20 мм пушками «Испано» для атак с бреющего полёта.
Canberra B.6RC
RC сокращение от Radio Countermeasures — Самолёт радиотехнической разведки. Построено четыре экземпляра. Имел расширенную носовую часть.
Canberra B(I).6
Промежуточная бомбардировочная версия для RAF.
Canberra B(I).8
Самолёт третьей серии, на базе варианта B(I).6. Кабина пилота смещена на левую сторону фюзеляжа, экипаж сокращён до двух человек (пилот и штурман-бомбардир). Под фюзеляжем были установлены 4×20 мм пушки «Испано», под каждой консолью крыла была размещён пилон для подвески одной 454 кг бомбы или неуправляемых ракет. Самолёт оборудован маловысотной бомбардировочной системой LABS (Low-Altitude Bombing System) для нанесения ударов ядерным оружием. Первый полёт вариант совершил 23 июля 1954 года, было построено 73 экземпляра.
Canberra B(I).12
Модификация B(I).8 для Новой Зеландии и Южной Африки.
Canberra B.15
Улучшенная версия B.6 с подкрыльевыми точками подвески для 454 кг бомб или ракет.
Canberra B.16
Аналогичный B.15.
Canberra B.20
Вариант B.2 с дополнительными баками в крыле строившийся по лицензии в Австралии, построено 48 экземпляров.
Canberra B(I).58
Тропический вариант B(I).8, разработанный фирмой Boulton-Paul для Индии.
Canberra PR.3
Фоторазведчик на базе B.2
Canberra PR.7
Фоторазведчик на базе B.6
Canberra PR.9
Фоторазведчик на базе B(I).8. Имел удлинённый до 27,72 м фюзеляж, увеличенный на 1,22 м размах крыла и двигатели Avon R.A.27 с тягой 44,6 кН. Первый полёт совершил в 1958 году. Построено 22 самолёта. Три самолёта были переданы Чили после Фолклендской войны
Canberra PR.57
Тропический вариант PR.7, разработанный фирмой Boulton-Paul для Индии.
Canberra T.4
Первый учебный вариант с двойным управлением.
Canberra T.11
Учебный вариант для операторов РЛС всепогодных перехватчиков.
Canberra T.13
Учебный вариант T.4 для Новой Зеландии. Построен один самолёт.
Canberra T.17
Самолёт для тренировки работы в условиях помех расчётов наземных РЛС, расчётов ЗРК, истребителей-перехватчиков, а также операторов самолётов ДРЛО.
Canberra T.17A
Улучшенная версия T.17 с усовершенствованным навигационным оборудованием, анализатором спектра вместо AN/APR 20 и более мощным оборудованием для создания помех.
Canberra TT.18
Самолёт-мишень.
Canberra T.19
Вариант T.11 без РЛС.
Canberra T.21
Учебный самолёт, переоборудованный из бомбардировщиков B.2 и B.20
Canberra T.22
Модификация PR.7 для ВМС Великобритании, использовался для подготовки штурманов самолёта Buccaneer.
Canberra U.10
Беспилотный самолёт-мишень, переоборудованный из варианта B.2, позднее получил обозначение D.10.
Canberra U.14
Беспилотный самолёт-мишень, переоборудованный из варианта U.10, позднее получил обозначение D.14.
Canberra Mk.52
Четыре восстановленных бомбардировщика B.2, проданных Эфиопии.
Canberra Mk.56
Десять восстановленных бомбардировщика B(I).6, проданных Перу.
Canberra Mk.62
Десять восстановленных бомбардировщика B.2, проданных Аргентине.
Canberra Mk.64
Два восстановленных учебных самолёта T.4, проданных Аргентине.
Canberra Mk.66
Десять восстановленных бомбардировщика B(I).6, проданных Индии.
Canberra Mk.67
Два восстановленных PR.7, проданных Индии.
Canberra Mk.68
Один восстановленный B(I).8, проданный Перу.
Short SC.9
Одна Canberra PR.9, оборудованная радаром AI.23 и инфракрасной системой слежения в носовой части, использовался для испытаний ракет «воздух-воздух» Red Top.
B-57 CanberraВариант производства США.

## Страны, эксплуатировавшие English Electric Canberra

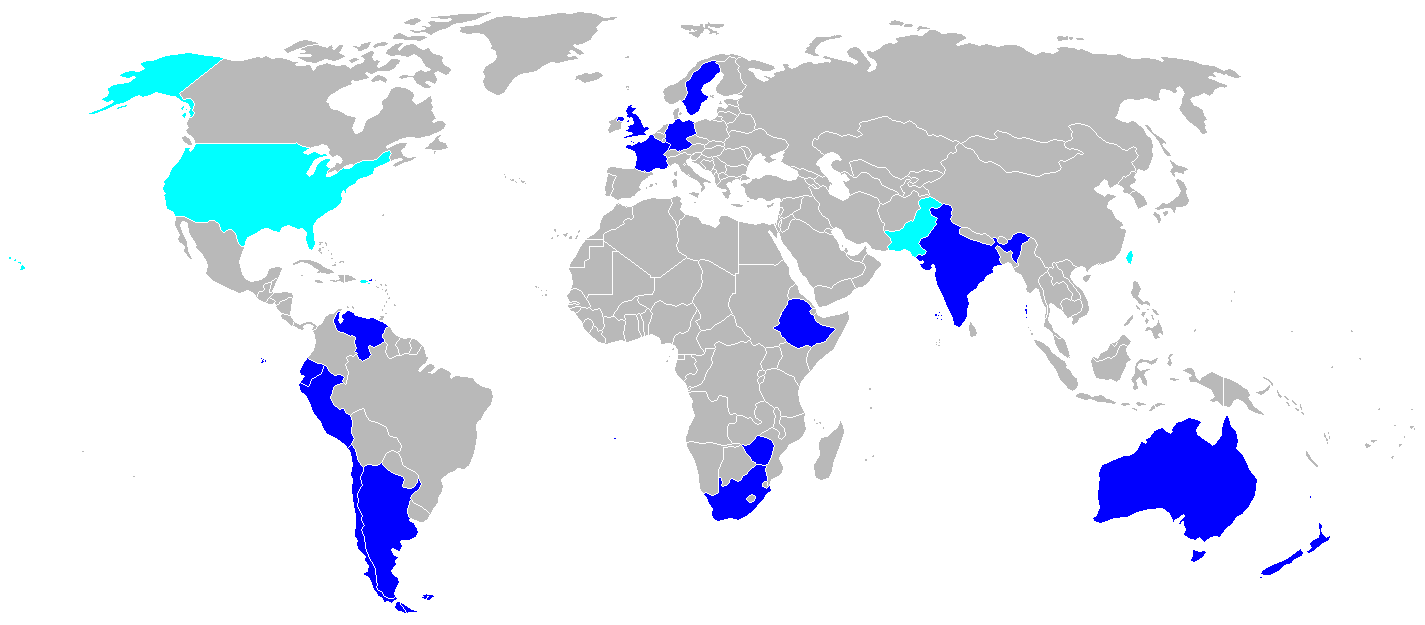
Операторы English Electric Canberra (синий) и B-57 (голубой)

Аргентина
 Австралия
 Чили
 Эквадор
 Эфиопия
 Франция
 Германия
 Индия
 Новая Зеландия
 Перу
 Родезия
 ЮАР
 Швеция
 Великобритания
 Венесуэла
 Зимбабве

## Тактико-технические характеристики

Схема Canberra.

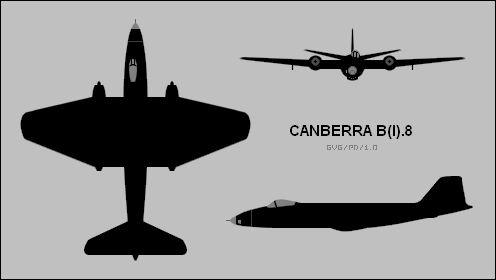
Силуэт Canberra B(I)8.

### Технические характеристики
- Экипаж: 3 человека
- Длина: 19,96 м
- Размах крыла: 19,51 м
- Высота: 4,77 м
- Площадь крыла: 89,19 м²
- Масса пустого: 9820 кг
- Масса снаряжённого: 21 000 кг
- Масса максимальная взлётная: 25 000 кг
- Двигатель: Роллс-Ройс «Эйвон» R.A.7 Mk.109 (2×36 кН)

### Лётные характеристики
- Максимальная скорость на высоте 12 000 м: 933 км/ч
- Боевой радиус действия: 1200 км
- Перегоночная дальность: 5440 км
- Практический потолок: 15 000 м
- Скороподъёмность: 15 м/с (900 м/мин)
- Удельная нагрузка на крыло: 234 кг/м²
- Тяговооружённость: 0,32

### Вооружение
- Пушки: 4×20 мм, боезапас — 500 сн/ствол(всего 2000 снарядов)
- Внутренняя бомбовая нагрузка — до 2700 кг
- На внешней подвеске — пулемёты (2×7,62 мм), НАР, до 2 УР AS.30, бомбы (до 900 кг)